# Kilwinning
Kilwinning (gael. Cill Fhinnean) – miasto w Szkocji, w North Ayrshire. Znane jest jako Rozdroże Ayrshire

## Loża masońska w Kilwinning
Kilwinning jest znaną siedzibą wolnomurarską. Gdy numerowano loże, Kilwinning dostało numer 0.

## Geografia
Kilwinning jest położone nad brzegiem rzeki Garnock w Ayrshire. Sąsiednie miasta to Stevenston na zachodzie i Irvine na południu.

## Przemysł i handel
W średniowieczu Kilwinning uznanym ośrodkiem łucznictwa. Później miasto było powiązane z wydobyciem węgla, kamieniołomami, odlewnictwem żelaza i produkcją tkanin teraz już porzuconymi.
Firma Pringle pierwotnie wytwarzała swe towary w Kilwinning. Inna firma, Wilson' Foods operowała w Eglinton Estate ale została prędko zamknięta.

## Znani ludzie
- Colin Hay - muzyk
- Gordon Smith - szkocki piłkarz
- Des Browne - były minister obrony Wielkiej Brytanii
- Hal Duncan - szkocki pisarz